# Coffrane

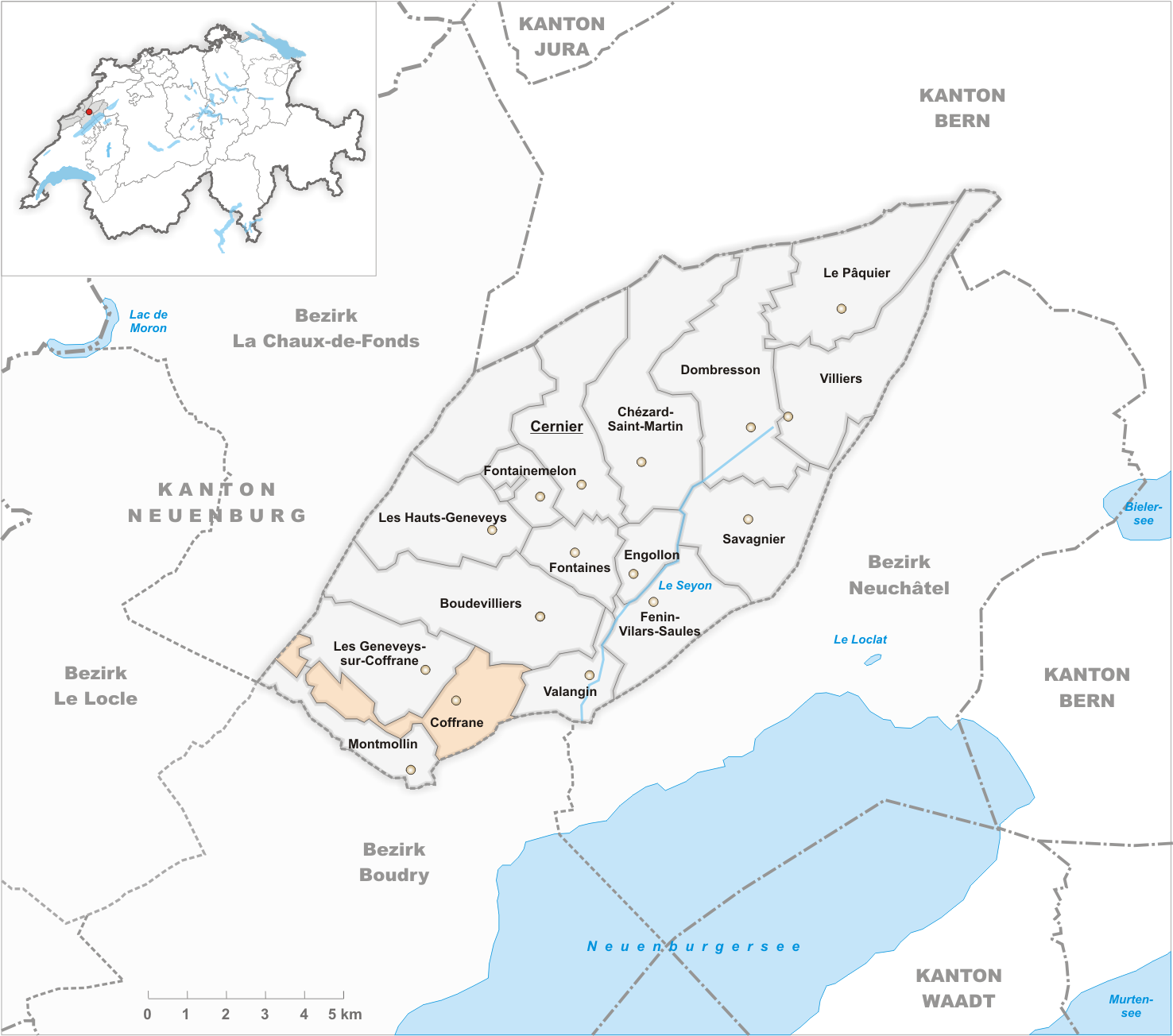
Gemeindestand vor der Fusion am 1. Januar 2013

Coffrane war eine politische Gemeinde im Distrikt Val-de-Ruz des Kantons Neuenburg in der Schweiz. Am 1. Januar 2013 fusionierte sie mit den Gemeinden Boudevilliers, Cernier, Chézard-Saint-Martin, Dombresson, Engollon, Fenin-Vilars-Saules, Fontainemelon, Fontaines, Les Geneveys-sur-Coffrane, Les Hauts-Geneveys, Montmollin, Le Pâquier, Savagnier und Villiers zur neuen Gemeinde  Val-de-Ruz.

## Geographie
Coffrane liegt auf 803 m ü. M., sechs Kilometer westnordwestlich der Kantonshauptstadt Neuenburg (Luftlinie). Das Bauerndorf erstreckt sich im südwestlichen Teil des Beckens Val de Ruz im Neuenburger Jura, am Ostfuss des Mont Racine.
Die Fläche des 6,5 km² grossen Gemeindegebiets umfasst einen Abschnitt im Südwesten der Synklinalen des Val de Ruz. Das Gebiet erstreckt sich von der landwirtschaftlich genutzten Fläche des Beckens und der Höhe von Serroue (843 m ü. M.) westwärts in einem schmalen Zipfel auf die Höhe der Jurakette des Mont Racine. Hier wird mit 1410 m ü. M. der höchste Punkt von Coffrane erreicht. Eine kleine Exklave liegt sich am Westhang des Mont Racine oberhalb der Côtes de Marmoud. Auf den Jurahöhen befinden sich ausgedehnte Jurahochweiden mit den typischen mächtigen Fichten, die entweder einzeln oder in Gruppen stehen. Von der Gemeindefläche entfielen 1997 10 % auf Siedlungen, 25 % auf Wald und Gehölze, 64 % auf Landwirtschaft und etwas weniger als 1 % war unproduktives Land.
Zu Coffrane gehören der Weiler Petit Coffrane (795 m ü. M.), der südlich an das Dorf anschliesst, sowie mehrere Einzelhöfe. Nachbargemeinden von Coffrane sind Les Geneveys-sur-Coffrane, Boudevilliers, Valangin, Peseux, Corcelles-Cormondrèche, Montmollin und La Sagne.

Historisches Luftbild aus 1500 m von Walter Mittelholzer von 1926

## Bevölkerung
Mit 696 Einwohnern (31. Dezember 2012) gehört Coffrane zu den kleineren Gemeinden des Kantons Neuenburg. Von den Bewohnern sind 91,9 % französischsprachig, 2,4 % italienischsprachig und 1,8 % deutschsprachig (Stand 2000). Coffrane hatte 1900 510 Einwohner; die Bevölkerungszahl sank bis 1950 auf 372 Einwohner, weist seither aber wieder eine steigende Tendenz auf.

## Wirtschaft
Coffrane war lange Zeit ein hauptsächlich durch die Landwirtschaft geprägtes Dorf. Die Landwirtschaft hat auch heute noch neben der Forstwirtschaft eine grosse Bedeutung. Östlich von Coffrane befinden sich mehrere Kies- und Sandgruben. Ende des 19. Jahrhunderts gab es im Dorf einige Betriebe der Uhrenindustrie. In den letzten Jahrzehnten hat sich Coffrane zu einer Wohngemeinde entwickelt. Heute ist die erwerbstätige Bevölkerung im lokalen Gewerbe beschäftigt oder arbeitet auswärts, vorwiegend in Neuenburg oder La Chaux-de-Fonds.

## Verkehr
Die Gemeinde liegt an der Kantonsstrasse von Montmollin nach Fontaines. Rund 1 km vom Ortszentrum entfernt, in Les Geneveys-sur-Coffrane, befindet sich der nächste Bahnhof an der Linie Neuenburg - La Chaux-de-Fonds. Durch eine Buslinie ist Coffrane mit diesem Bahnhof und Cernier verbunden.

## Geschichte
Ein Tumulus aus der mittleren Bronzezeit weist auf eine sehr frühe Besiedlung des Gemeindegebietes hin. Die erste schriftliche Erwähnung des Ortes erfolgte 1092 unter dem Namen Cusfrano, 1228 erschien die Bezeichnung Corfrano. Bei Coffrane wurde 1296 eine Schlacht zwischen den Grafen von Neuenburg und den Herren von Valangin ausgetragen, in der es um die Zugehörigkeit der Herrschaft Valangin ging. Neuenburg entschied die Schlacht für sich. Coffrane gehörte fortan zur Herrschaft Valangin, die teils den Grafen von Neuenburg, teils den Grafen von Montbéliard unterstand und 1592 endgültig an Neuenburg kam. Seit 1648 war Neuenburg Fürstentum und ab 1707 durch Personalunion mit dem Königreich Preussen verbunden. 1806 wurde das Gebiet an Napoleon I. abgetreten und kam 1815 im Zuge des Wiener Kongresses an die Schweizerische Eidgenossenschaft, wobei die Könige von Preussen bis zum Neuenburgerhandel 1857 auch Fürsten von Neuenburg blieben. Im Jahr 1841 fielen zahlreiche Häuser einer Feuersbrunst zum Opfer.

## Sehenswürdigkeiten
Die heutige Kirche wurde 1842 erbaut und 1932–33 restauriert. Im Ortskern gibt es noch einige charakteristische Bauernhäuser aus dem 18. und 19. Jahrhundert. Es existiert auch noch ein Bauernmuseum, das allerdings nur auf telefonische Anfrage hin zu besichtigen ist.